# 中村壱太郎
中村 壱太郎（なかむら かずたろう、1990年8月3日 - ）は、歌舞伎役者。屋号は成駒家。定紋は寒雀の中に壱。
日本舞踊吾妻流の七代目家元・吾妻 徳陽（あづま とくよう）。本名は林 壱太郎（はやし かずたろう）。東京都出身。

## 人物
歌舞伎役者の中村智太郎（当時。現在の四代目中村鴈治郎）と日本舞踊吾妻流六代目家元の吾妻徳彌（現在の二代目吾妻徳穂）の長男として生まれる。父方の祖父は人間国宝の四代目坂田藤十郎、祖母は元宝塚女優でのちに参議院議長を務めた扇千景。
松濤幼稚園を経て、幼稚舎から慶應義塾に通い慶應義塾大学総合政策学部卒業。
1991年（平成3年）11月、京都南座で『廓文章』の藤屋手代で初お目見得。1995年（平成7年）1月、大阪中座で行われた「五代目中村翫雀・三代目中村扇雀襲名披露興行」で『嫗山姥（）』の一子公時（）で初代中村壱太郎を名のり初舞台。2014年（平成26年）9月、母の吾妻流三世宗家襲名と同時に吾妻徳陽として七代目家元を襲名した。
各種お稽古事で今も続けているのは次の通り。 ①鳴物：藤舎千穂、②長唄三味線：八代目松永忠五郎（※2011年当時，過去の履歴は語られなかった）。
2016年、アニメ映画『君の名は。』のヒロインとその妹が舞う巫女舞の創作を担当した。また2018年には、YouTube都営交通公式チャンネルが発表した都営地下鉄浅草線の新型車両登場記念動画「KABUKI UNDERGROUND」に出演した。新型車両である5500形は、車両デザインに歌舞伎の隈取をイメージしたデザインが採用されたためで、動画内では獅子を演じた。
2020年5月22日、新型コロナウイルス感染症流行で歌舞伎座等の舞台公演が当面の間中止となった為、かずたろう歌舞伎クリエイション〈Kabuki Creation〉という公式ユーチューブチャンネルを開設して、創作舞踊や自身が行っている歌舞伎化粧等を配信している。
2020年7月12日には、PIA LIVE STREAMとStreaming+（チケットぴあ・イープラスによるストリーミング配信サービス）による配信ライブの形で「中村壱太郎×尾上右近 ART歌舞伎」の公演を行った。この公演は好評を得て、同年12月20日にミュージックライブ生配信と公演のリピート配信が行われた。また海外では、同年11月28日にロシアで開催されたイベント「J-FEST AUTUMN 2020 ONLINE FESTIVAL」の詳細作品として2回の特別配信をしており、
2021年2月15日 - 3月14日の1か月間にマドリード国際交流基金がスペイン語圏での配信を行った。
2021年4月にパナソニック8K作品のテーマとして選出され「ART歌舞伎 -自らの存在価値を求めて」が新たに製作され公開された ほか、同年1年5月に自ら監督・演出にて、映画「中村壱太郎×尾上右近 ART歌舞伎　花のこゝろ」（2020年配信公演の内容）として劇場公開された。映画作品は同年8月にカナダで行われる第25回ファンタジア国際映画祭で上映されることが決定している。
2020年8月14日放送のNHKEテレ「にっぽんの芸能」では、松本幸四郎、尾上右近とともに制作した「紙芝居歌舞伎」が放送されている。
若手の歌舞伎役者仲間で趣味の「歌舞伎ダーツクラブ」を作っている。リーダーは、二代目中村勘太郎（のち六代目中村勘九郎）。メンバーは、四代目中村梅枝・二代目尾上松也・四代目中村種太郎（のち四代目中村歌昇）・中村壱太郎・坂東新悟など（※2010年当時）。

## 家族・親族
- 高祖父：初代中村鴈治郎
- 曾祖父：二代目中村鴈治郎
- 曾祖母：初代吾妻徳穂（日本舞踊吾妻流四代目家元・二世宗家）
- 祖父：四代目坂田藤十郎
- 祖母：扇千景（元参議院議員、第26代参議院議長、元宝塚歌劇団娘役）
- 父：四代目中村鴈治郎
- 母：二代目吾妻徳穂（日本舞踊吾妻流六代目家元・三世宗家）
- 大伯父：五代目中村富十郎（日本舞踊吾妻流五代目家元）
- 大叔母：中村玉緒（女優、タレント）
- 叔父：三代目中村扇雀
- 従弟：中村虎之介

## 略歴
- 1991年11月、京都・南座『廓文章』の藤屋手代で初お目見得。
- 1995年1月、大阪・中座〈五代目中村翫雀・三代目中村扇雀襲名披露興行〉『嫗山姥』の一子公時で初舞台。
- 2007年、『鏡獅子』を、史上最年少の16歳で踊る。
- 2010年3月、『曽根崎心中』のお初役に役柄と同じ19歳で挑戦。十三夜会賞奨励賞受賞。
- 2013年3月、慶應義塾大学総合政策学部卒業。
- 2014年9月、吾妻徳陽として日本舞踊吾妻流七代目家元襲名[16]。
- 2015年、大阪文化祭賞奨励賞、『伊勢音頭恋寝刃』のお紺で国立劇場優秀賞。
- 2018年、重要無形文化財（総合認定）に認定され、伝統歌舞伎保存会会員となる[17]。

## 出演

### テレビ
- 赤ひげ（2002年、フジテレビ）
- 寧々〜おんな太閤記（2009年、テレビ東京） - 豊臣秀頼
- 心ゆさぶれ!先輩ROCK YOU（2010 - 2012年、日本テレビ）
- 知られざる物語 京都1200年の旅（2011 - 2014年、BS朝日）
- ザ・プライムショー（2013年、WOWOW）
- KABUKI KOOL 第3・4シーズン（2016 - 2017年、NHKワールド）
- ネプリーグ（2020年10月12日、フジテレビ） - 若手歌舞伎役者チームとしてA.B.C-Zチームと対戦

### ラジオ
- 邦楽ジョッキー（2011 - 2014年、NHK-FM放送）
- 中村壱太郎のうえほんまち夜カフェ〜知的おおさか塾〜（2019年10月 - 、毎日放送）

### 舞台
- 夜は短し歩けよ乙女（2021年6月6日 - 22日、東京・新国立劇場中劇場 同月26 - 27日、クールジャパンパーク大阪 WWホール） - 先輩 役[18][19]
- 波濤を越えて（2022年11月12日 - 22日、南座 / 11月25日・26日、広島文化学園HBGホール） - 祇王／静御前 役[20]

### 映画
- 「中村壱太郎×尾上右近 ART歌舞伎　花のこゝろ」（Atemo・ROJI、2021年5月公開）

### 配信公演
- 中村壱太郎×尾上右近 ART歌舞伎
  - 配信公演・アーカイブ配信（2020年7月12日、同年7月13日 - 19日）[21]
  - J-FEST AUTUMN 2020 ONLINE FESTIVAL（ロシア、2020年11月28日）[7]
  - リピート配信・ART歌舞伎 Music Live 2020 in Kyoto（2020年12月20日）[6][21]
  - 国際交流基金マドリード日本文化センター（スペイン語・ポルトガル語、2021年2月15日 - 3月15日）[8]